# HIP 79431
HIP 79431 (Sharjah) is een rode dwerg in het sterrenbeeld Schorpioen, met magnitude van +11,377 en met een spectraalklasse van M3.V. De ster bevindt zich 47,5 lichtjaar van de zon.
In 2010 werd een gasreus-planeet rond HIP 79431 ontdekt.